# ماکس رگر

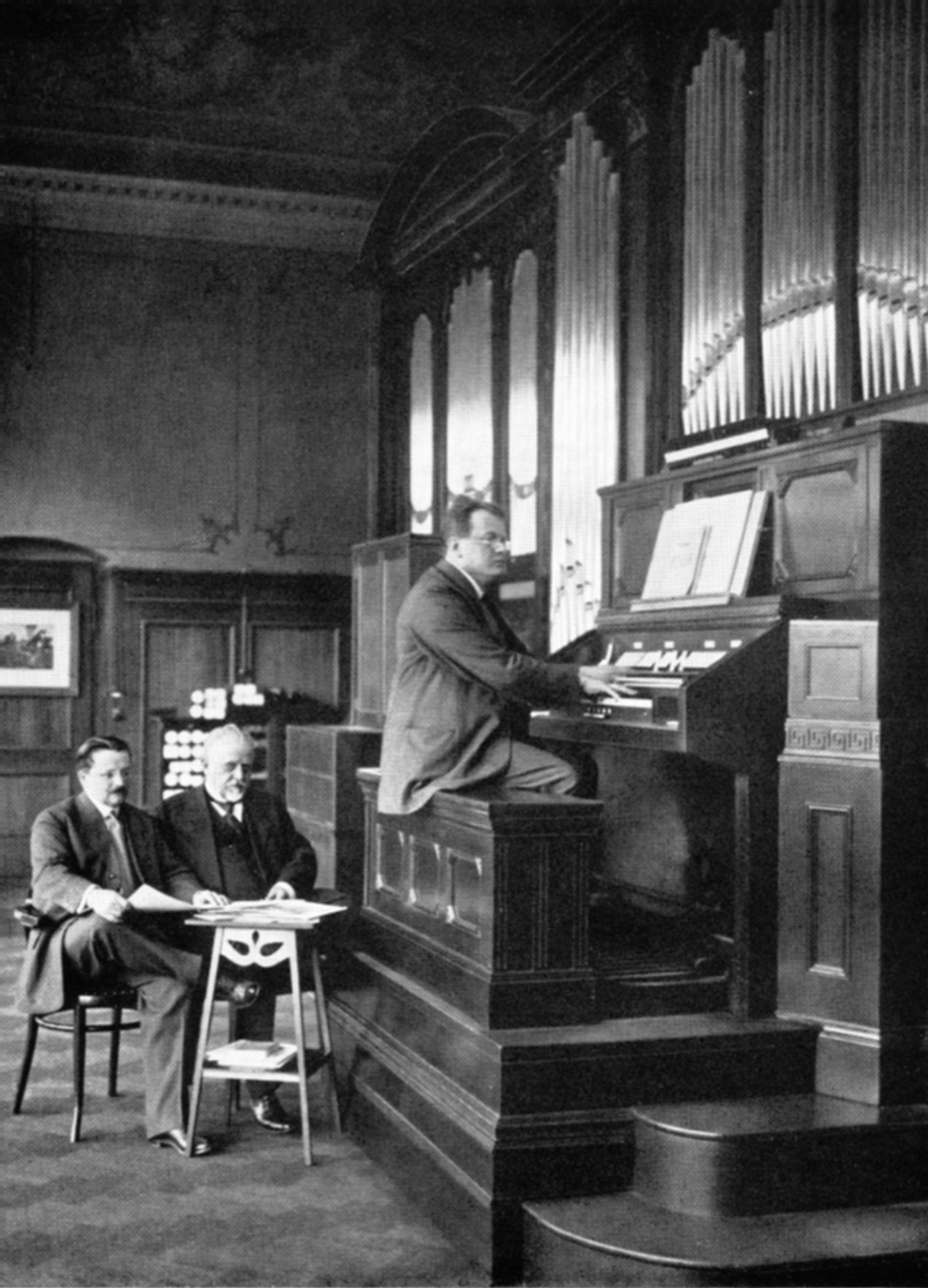
ماکس رِگر

ماکس رِگر (به آلمانی: Max Reger) آهنگساز و نوازندهٔ ارگ اهل آلمان در ۱۹ مارس ۱۸۷۳ در براند، بایرن به دنیا آمد و در ۱۱ مهٔ ۱۹۱۶ در لایپزیگ درگذشت.

## زندگی
بیشترین شهرت او به خاطر نوازندگی پیانو، رهبری ارکستر و تدریس موسیقی است. او یک مبتکر جسور هارمونی بود اما به غیر از آهنگ هائی که برای ارگ نوشته باقی آثارش امروزه به ندرت اجرا می‌شوند. پدر و مادرش موسیقی را بر مبنای قواعد رایمان به او آموختند و پیشرفتش بسیار چشمگیر بود چنان‌که در ۱۳ سالگی نوازنده ارگ کلیسای وایدن شد. او از ۱۸۹۰ تا ۱۸۹۵ نزد رایمان شاگردی کرد، وی از ۱۹۰۴ تا ۱۹۰۶ استاد کنسرواتوار مونیخ، و از سال ۱۹۰۷ تا ۱۹۱۶ استاد کنسرواتوار لایپزیک شد. او به آخرین گروه موسیقی دانان سبک رمانتیک تعلق داشت. در سال ۱۹۱۶ یعنی در سن ۴۳ سالگی در اثر حمله قلبی زندگی را بدرود گفت. کارهایش ساده و اغلب کنترپوانتیک بود.

## برخی از آثار
- آثار زیادی برای ارگ از جمله:

سوئیت، فانتزی، پرلود، سونات
- ۲ سونات برای کلارینت
- رمانس برای آلتو
- پنج نوازی برای کلارینت و سازهای زهی
- ۲ سرناد برای فلوت، ویلن و آلتو
- کنسرتو پیانو
- کنسرتو ویلن
- فهرست آثار

## شنیدن آثار
- youtube
- deezer